# سیارک ۱۰۱۷۴
سیارک ۱۰۱۷۴ (به انگلیسی: 10174 Emicka، نامگذاری:1995JD) ده هزار و صد و هفتاد و چهارمین سیارک کشف شده‌است که در ۲ مه ۱۹۹۵ کشف شد.
قدر مطلق سیارک برابر ۱۴٫۴۰ است.